# Pristimantis balionotus
Pristimantis balionotus é uma espécie de anfíbio  da família Craugastoridae. É endémica do Equador.	Os seus habitats naturais são: matagal tropical ou subtropical de alta altitude. Está ameaçada por perda de habitat.